# Kahána Ernő
Kahána Ernő, írói álnevei: Kovács Ernő, M. Căligăru (Gyergyóbékás, 1890. december 2. – Bukarest, 1982. április 28.) romániai magyar orvos, lélektani író, publicista. Kahána Mózes bátyja.

## Élete
Kahána Mózes író bátyja. 1907-ben érettségizett a kolozsvári Unitárius Gimnáziumban. Orvosi diplomáját Bécsben kapta meg, 1914-ben. 1914–1917 között a kolozsvári egyetem ideg- és elmegyógyászati klinikáján volt tanársegéd, majd 1918–1922 között Ditróban volt községi orvos, majd Csíkszeredában lett magánorvos 1924-ig. Ezt követően 1940-ig Brassóban folytatott pszichiátriai és belgyógyászati magángyakorlatot. Később Bukarestben telepedett le, ahol kardiológiai rendelőt nyitott. 1945–1954 között a belügyminisztérium keretében teljesített orvosi szolgálatot, valamint 1972-ig az Elias Kórház belgyógyászati főorvosa volt.
Már diákkorában a Remény című folyóirat szerkesztője volt. Orvosi cikkeit közölte a Brassói Lapok, a Korunk, a Jövő Társadalma. Ellenezte a freudizmust.

## Művei
- A freudizmus után. Bevezetés Adler Alfréd individuálpszichológiájába; Brassói Lapok Ny., Braşov, 1924
- A szociáldemokrácia és a dialektika (Nagyvárad, 1932)
- Democrația (1945)
- Problema Națională (1945)
- Az orvosé a szó (Bukarest, 1972)